# Jan Rabś

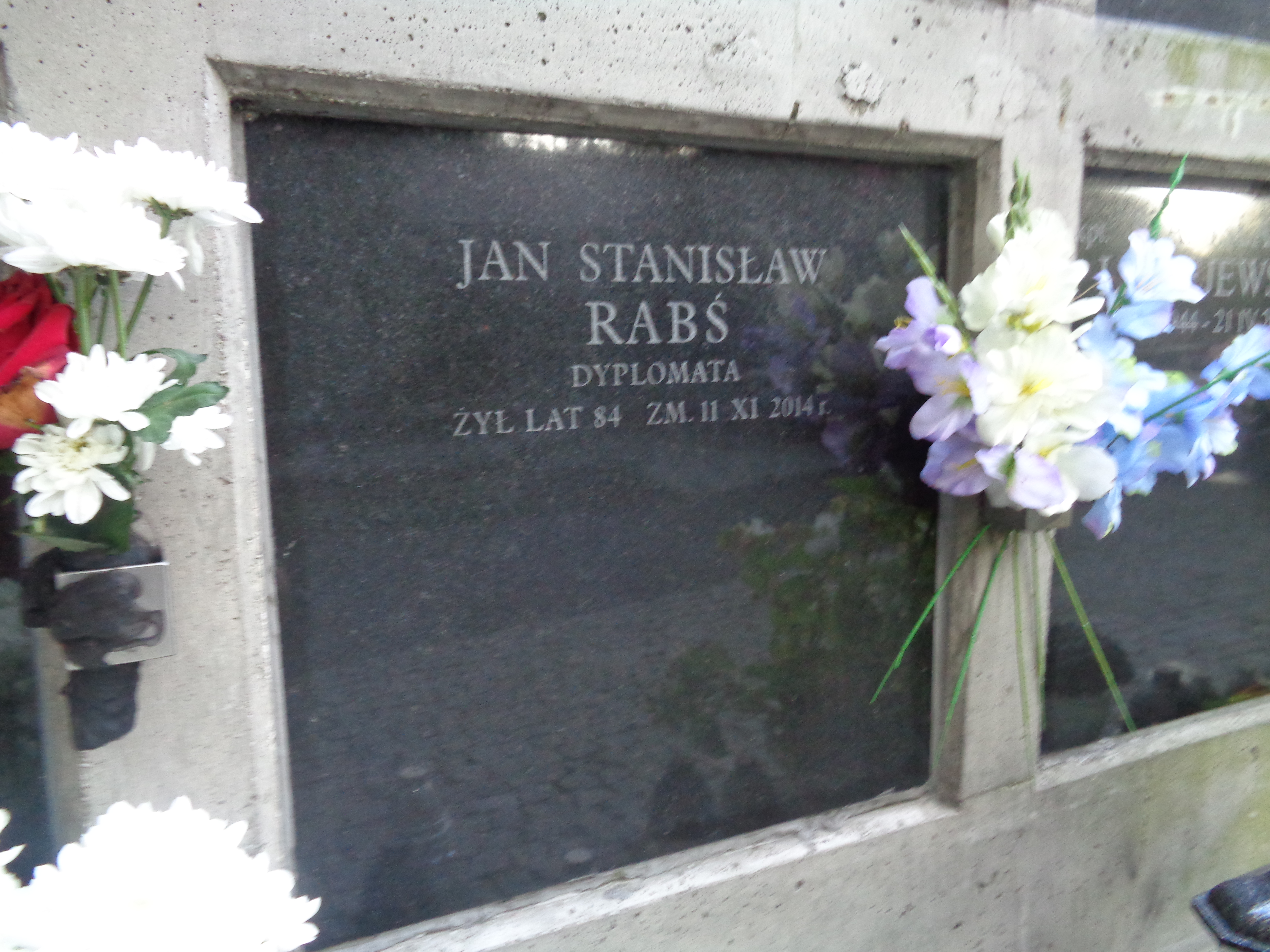
Grób Jana Rabsia na Cmentarzu Wojskowym na Powązkach

Jan Stanisław Rabś (ur. 16 lipca 1930 w Kaliszu, zm. 11 listopada 2014 w Warszawie) – polski ekonomista i urzędnik konsularny.
Syn Stanisława i Janiny. Absolwent Wyższej Szkoły Handlu Morskiego w Sopocie i Wyższej Szkoły Ekonomicznej w Sopocie (1954). 
Długoletni pracownik polskiej służby dyplomatyczno-konsularnej, w której pełnił m.in. funkcję tłumacza w Międzynarodowej Komisji Nadzoru i Kontroli w Laosie (1956), konsula generalnego PRL w Chicago (1984–1988) i konsula generalnego RP w Kantonie (1991–1997).
Pochowany 27 listopada 2014 na Cmentarzu Wojskowym na Powązkach (kwatera A29 kolumb.-4-41).